# Guido Brecher
Guido Brecher (auch: Quido, geboren 20. März 1877 in Olmütz, Österreich-Ungarn; gestorben 1942 in einem Konzentrationslager) war ein österreichischer Arzt. 

## Leben
Guido Brecher stammte aus einer jüdischen Familie und besuchte das Staatsgymnasium in Böhmisch-Leipa. Die Illustratorin Anny Engelmann, der Architekt Paul Engelmann und der Grafiker Peter Eng waren Kinder seiner Schwester Ernestine Engelmann geb. Brecher. Im Jahr 1901 beendete er das Medizin-Studium an der Universität Wien und praktizierte im Jahr 1903 im Wiener 9. Bezirk. In den nächsten Jahren praktizierte er als Nervenarzt und Internist sommers im „Haus Sponfeldner“ in Bad Gastein und winters in der „Kurpension Erlenau“ in der Burggrafenstraße in Meran, ob er nach der Besetzung Südtirols durch Italien noch in Meran tätig war, ist nicht bekannt. Seine Tätigkeit als Badearzt in Bad Gastein endete mit dem Anschluss Österreichs und dem damit verbundenen Berufsverbot für Ärzte, denen eine jüdische Herkunft zur Last gelegt wurde. Am 30. September 1938 hatte er Bad Gastein verlassen, am 24. Oktober 1938 wurde gegen ihn ein Aufenthaltsverbot von der Bezirkshauptmannschaft Bezirk St. Johann im Pongau, Bezirkshauptmann war der Nationalsozialist Karl Esser, erlassen. Möglicherweise floh er in die Tschechoslowakei, die aber bereits im März 1939 okkupiert wurde. 
Brecher wurde am 5. Dezember 1941 mit dem „Transport K“ von Brünn in das Ghetto Theresienstadt deportiert. Dort geriet er am 28. April 1942 auf einen Transport zum Ghetto Zamość (Zamość) im Generalgouvernement, wo er ermordet wurde.
Brecher besuchte in den Jahren 1904 bis 1907 Vorlesungen von Sigmund Freud an der Wiener Universität, war im März 1907 erstmals Teilnehmer der Psychologischen Mittwoch-Gesellschaft und wurde Mitglied der Wiener Psychoanalytischen Vereinigung. Durch seine berufliche Tätigkeit in Meran bedingt war er nur sporadischer Teilnehmer und nur bis 1912 der Sitzungen. Brecher nahm 1908 am 1. Internationalen Psychoanalytischen Kongress in Salzburg teil und auch 1911 am Weimarer Kongress der Internationalen Psychoanalytischen Vereinigung. Nach 1919 wurde er nicht mehr in der Mitgliedsliste der Wiener Psychoanalytischen Vereinigung geführt. Von Brecher sind außer wenigen Rezensionen keine Publikationen bekannt.